# (4360) Xuyi
(4360) Xuyi (1964 TG2) – planetoida z grupy pasa głównego asteroid okrążająca Słońce w ciągu 4,19 lat w średniej odległości 2,6 j.a. Odkryta 9 października 1964 roku.